# Mahbār
Mahbār (persiska: مَهبار, مهبار) är en ort i Iran.   Den ligger i provinsen Hamadan, i den nordvästra delen av landet, 250 km väster om huvudstaden Teheran. Mahbār ligger 1 942 meter över havet och antalet invånare är 306.
Terrängen runt Mahbār är kuperad söderut, men norrut är den platt. Runt Mahbār är det ganska tätbefolkat, med 199 invånare per kvadratkilometer. Närmaste större samhälle är Qahāvand, 18,0 km öster om Mahbār. Trakten runt Mahbār består i huvudsak av gräsmarker.